# Struga (dopływ Broku)
Struga – struga, prawy dopływ Broku o długości 13,58 km. Lokalnie znana pod nazwą Grzybówka. 
Źródła strugi znajdują się w Ostrowi Mazowieckiej, a jej koryto przybiera kierunek południowy. Przepływa obok miejscowości Stara Grabownica i Kuskowizna, a po minięciu wsi Stare Kaczkowo uchodzi do Broku.